# Marek Dziubek
Marek Józef Dziubek (ur. 18 marca 1959 w Częstochowie) – polski polityk, urzędnik państwowy, poseł na Sejm X i I kadencji (1989–1993).

## Życiorys
Ukończył w 1984 studia z zakresu zootechniki na Akademii Rolniczej w Krakowie, w czasach studenckich w 1980 organizował Niezależne Zrzeszenie Studentów. Pracę rozpoczął w Instytucie Hodowli Zwierząt AR. W latach 1987–1989 zajmował się skupem i eksportem owiec. W stanie wojennym wydawał w Krakowie „Hejnał”, a następnie „Z ukrycia”; zajmował się również kolportażem prasy wydawnictw podziemnych. W latach 1983–1989 organizował w Diecezji Częstochowskiej spotkanie Duszpasterstwa Rolników. W latach 1983–1984 był członkiem Klubu Myśli Politycznej „Dziekania”, należał również do Niezależnego Samorządnego Związku Zawodowego Rolników Indywidualnych „Solidarność”.
Sprawował mandat posła na Sejm X i I kadencji z ramienia Komitetu Obywatelskiego oraz Porozumienia Obywatelskiego Centrum. W latach 1991–1993 przewodniczył klubowi parlamentarnemu Porozumienia Centrum. W wyborach w 1993 bez powodzenia ubiegał się o reelekcję z ramienia PC w okręgu częstochowskim. W 1993 opuścił Porozumienie Centrum i założył niewielkie ugrupowanie „Nowa Prawica Polska”. Później związany z Prawem i Sprawiedliwością.
Pracował jako przedstawiciel handlowy spółki Desa Unicum w Warszawie. Pod koniec lat 90. był doradcą wojewody częstochowskiego Szymona Giżyńskiego. Od 2000 pracował w oddziale Agencji Restrukturyzacji i Modernizacji Rolnictwa, początkowo jako zastępca dyrektora, następnie kierownik biura kontroli, dyrektor oddziału ARiMR, kierownik biura terenowego w Kłobucku. W tym okresie podjął się pisania rozprawy doktorskiej poświęconej działalności opozycyjnej na wsi.
Otrzymał Krzyż Wolności i Solidarności (2016), Złoty Krzyż Zasługi (2014) oraz Krzyż Kawalerski Orderu Odrodzenia Polski (2023).